# Сін Кара
Сін Кара (нар.22 грудня 1982 року) — американський професійний реслер. Дебютував у головному складі WWE у 2011 році, у вересні 2014 року виграв командне чемпіонство NXT. У грудні 2019 року покинув компанію.

## Кар'єра

### World Wrestling Entertainment (2011—теперішній час)

#### RAW (квітень 2011)
В 2011 рік у став виступати на бренді RAW. На випуску RAW за 4 квітня Шеймус переміг Деніела Брайана і після закінчення бою продовжив його бити. На ринг вийшов Сін Кара і заступився за Деніяла. На випуску SmackDown! за 8 квітня Сін Кара з'явився знову. Джек Сваггер і Майкл Коул говорили про велич останнього, але Сін Кара їх перервав. Сін Кара викинув Джека з рингу і провів йому «Corkscrew Plancha». 11 квітня на випуску RAW Сін Кара провів свій перший офіційний матч. У ньому він переміг Прімо.

#### SmackDown! (Квітень 2011-тепер. Час)
Під час Драфт WWE 2011 року 25 квітня Сін Кару перевели на SmackDown. 29 квітня на SmackDown Син Кара переміг Сваггера, а 6 травня — Тайсона Кідда. 13 травня на SmackDown! бився проти Деніела Брайана. Чаво Герреро, який спостерігав за матчем, відвернув Брайана і Сін Кара здобув перемогу. Після матчу Чаво Герреро вийшов на ринг, щоб привітати Кару, але той був обурений вчинком Герреро, бо вважав, що впорався б сам. Сін Кара відштовхнув Чаво і пішов. На SmackDown за 20 травня Чаво Герреро сказав, що минулого тижня Сін Кара образив його. Насправді, саме він привів Кару на синій бренд і навчив його всього, що він знає. Кара не зміг би перемогти Деніела Брайана без його допомоги. Те, що минулого тижня Сін Кара зробив за 15 хвилин, він зробить менш, ніж за 5. А щоб перемогти Сін Кару на Over the Limit 2011, йому потрібно і того менше часу. У матчі Герреро проти Брайана були встановлені правила, що матч буде тривати 5 хвилин. Чаво не встиг перемогти і викинув Брайана за ринг. Вийшов Сін Кара і провів Чаво «Hurricanrana». На ППВ "Over the Limit" Сін Кара переміг Чаво Герреро. 27 червня на шоу RAW Roulette Сін Кара здобув перемогу в поєдинку над Еваном Борном. 1 липня відбулося бій Сін Кари проти Крістіана - це була перша поразка Сін Кари в WWE.
На Money in the Bank програв в сходовому бою 8 учасників від бренду SmackDown, оскільки невдало впав зі сходів. На наступний день після шоу WWE оголосило, що усунуло Сін Кару від виступів на 30 днів через виявлення в його крові допінгу. На час його відсторонення роль Сін Кари виконував інший реслер на ім'я Жорже Аріас, який виступає в FCW під ім'ям Уніко. 13 вересня знову з'явився на шоу після того, як Аріас переміг Деніела Брайана. Таким чином на SmackDown зараз два Сін Кари. Епізод вийшов 16 вересня. На супер шоу Hell in a Cell Альманса бився з Аріасом за право носити маску Сін Кари й переміг. Після цього Аріас продовжив виступати в масці Сін Кари, і Альманза призначив матч "Маска проти Маски", в якому переміг знову. Після Vengeance Аріас з'явився на SmackDown без маски і представився як Уніко. 11 листопада Альманза виступав проти партнера УнікА в FCW Тіто Колона, відомішого як Епіка. Під час бою УнікА втрутився і разом з напарником побив Сін Кару. УнікА та Сін Кара зустрінуться знову на Survivor Series складі команд Вейда Барретта і Ренді Ортона відповідно.
На Survivor Series Сін Кара, перестрибуючи через канати разом з Кофі Кінгстоном, зачепив їх і невдало приземлився на покриття за рингом. Трохи пізніше переніс операцію. Операція пройшла успішно. Внаслідок травми Сін Кара пропустить від 6 до 9 місяців виступів.
Сін Кара повернувся 19 травня 2012 року, WWE живі події у Флоренції, штат Південна Кароліна, перемігши Уніко в матчі відкриття заходу. З 25 травня епізоді SmackDown, повернення Сін Кара по телебаченню було оголошено, приймаючи розмістити на наступний тиждень. На 1 червня епізоді SmackDown, Сін Кара повертається в новому червоні і білі одягу, перемігши Хіт Слейтер. Через три дні, Сін Кара повернувся на RAW, перемігши старого суперника Уніко в одиночному матчі. Сін Кара повернувся платити за перегляд 17 червня на No Way Out, знову перемігши Hunico в одиночному матчі. 9 липня на RAW, Сін Кара переміг Хіт Слейтера, щоб стати претендентом у матчі з драбинами на Money in the Bank 2012. Матч відбувся через шість днів на Money in the bank, де Сін Кара зазнав поразки від Дольфа Зігглера.

## Співпраця з Rey Mysterio; Травма (2012-теперішній час)
У серпні,Сін Кара почав ворогувати з Коді Роудсом, який стверджував, що він носив маску, щоб приховати своє потворне обличчя. Сін Кара забив pinfall перемоги над Роудос в одиночному матчі на 10 серпня епізоді SmackDown і в командному матч на шість чоловік на епізоді RAW за 20 серпня, обидва рази скориставшись Родос намагається зняти маску. Потім він також врятував товаришів масці борця Рей Містеріо від того, викрито Родос, а потім об'єдналися з Рей Містеріо поставити одну з його масок на острові Родос. Після перемоги над Інтерконтинентальним Чемпіоном WWE Міз не в титульному матчі на 14 вересня епізоді SmackDown, Сін Кара був наданий шанс на титул за два дні пізно вночі чемпіонів у чотирьох напрямках матч, який також включав Коді Родес і Рей Містерія і побачила міс зберегти титул. Наступного дня на RAW, Сін Кара та Містеріо об'єдналися, щоб перемогти Epico і Прімо в командному матч, після чого вони зазнали нападу з боку The Prime Time Players (Даррен Янг і Тайтус О'Ніл). 1 жовтня на RAW Сін Кара і Містеріо вступили в турнір, щоб визначити головного претендента на матч за Командне чемпіонство WWE, перемігши Епіко і Прімо. Через тиждень, Сін Кара і Містеріо перемогли The Prime Time Players і щоб перейти до фінальної частини турніру. 22 жовтня на RAW, Сін Кара та Містеріо зазнали поразки у фіналі турніру від Team Rhodes Scholars (Коді Роудс та Деміен Сендоу). На Survivor Series, Сін Кара і Містеріо перемогли у матчі проти Тайсон Кідда, Джастін Ґебріел та Бродус Клей протиТайтус О'Ніл, Даррен Янг, Прімо, Епіко та Тенсай. 10 грудня НА RAW, було оголошено, що Сін Кара і Рей Містеріо обрали для себе команду Team Rhodes Scholars на WWE TLC, щоб стати претенденти №1 за Командне чемпіонство WWE, де вони програли. 18 грудня, Sin Cara був побитий Даміаном Сендоу, коли The Shield відволікали його, передаючи йому маску Містеріо. Він був потім напали після матчу на The Shield, де він переніс серйозну травму коліна праву і був змушений лягти на операцію. Пізніше тієї ночі, було повідомлено, що Рей Містерія отримав трамву шиї від рук The Shield.